# Nowy Testament w przekładzie Stanisława Murzynowskiego
Nowy Testament w przekładzie Stanisława Murzynowskiego, także Nowy Testament królewiecki – protestancki przekład Nowego Testamentu na język polski, zainicjowany przez luteranów. Było to pierwsze polskie tłumaczenie Nowego Testamentu, jednocześnie pierwszy NT wydany drukiem i pierwszy polski przekład ksiąg biblijnych dokonany na podstawie języków oryginalnych. Pełny przekład Nowego Testamentu ukazał się w roku 1553.
Pełny tytuł: TESTAMENT NOVVY ZVPEŁNY. Z Greckiego ięzyka na Polski przelożony / i wykładem krotkiem obiaśniony. Wczym wszystkiem dokładano śię Laćińskiego / i na kilka inszych ięzykow przełożenia / i ktemu Starych i Nowych pisma świętego Doctorow. Przytem przydana iest nauka czytania i pisania ięzyka Polskiego / ku tym kśięgam i inszem pożyteczna / J Regestr naleźienia Ewangeljiei i Epistoły na niedźielę i święta insze przes rok / i na wykład Mattheusza świętego.

## Opis
W roku 1525 Albrecht Hohenzollern (1490–1568) ogłosił luteranizm religią państwową w Prusach. W roku 1544, już jako władca świecki, nakazał on poddanym mu Polakom czytanie Pisma Świętego w ich języku. Ponieważ jednak nie było żadnego przekładu Pisma Świętego w języku polskim, powierzył to zadanie działaczowi reformacyjnemu i drukarzowi Janowi Seklucjanowi (zm. 1578). Do wykonania przekładu Seklucjan zaangażował studenta Uniwersytetu w Wittenberdze Stanisława Murzynowskiego (1528–1553).
Stanisław Murzynowski w pracy nad przekładem wykorzystał tekst grecki Novum Instrumentum omne (1516) opracowany przez Erazma z Rotterdamu oraz wersję łacińską i kilka innych przekładów narodowych. Tłumaczenie najpierw Ewangelii według Mateusza, a następnie czterech ewangelii ukazało się w 1551 r. w Królewcu, nakładem Jana Seklucjana w drukarni Aleksandra Augezdeckiego. Rok później ten sam wydawca opublikował Dzieje i Listy, a w roku 1553 cały Nowy Testament w przekładzie Stanisława Murzynowskiego.
Kodeks oprócz Nowego Testamentu zawierał dedykację dla króla Zygmunta Augusta, przedmowę dla czytelników autorstwa Jana Seklucjana, orthographię polską, opracowanie De autoritate Verbi Dei oraz spis znaków.
W latach 2007 i 2008 w ramach serii wydawniczej Biblia Slavica opublikowano reedycję Nowego Testamentu Murzynowskiego. Podstawą tego wydania były cztery Ewangelie z roku 1551 oraz część druga Nowego Testamentu z roku 1552, obejmująca Dzieje Apostolskie, Listy oraz Apokalipsę (ze zbiorów Biblioteki Kórnickiej PAN).

## Upamiętnienie
W styczniu 2018 roku w Rokiciu koło Płocka przy kościele św. Piotra i Pawła odsłonięto pomnik pierwszego polskiego Nowego Testamentu w przekładzie Stanisława Murzynowskiego. Na jednym z boków pomnika znajduje się oryginalne tłumaczenie Ośmiu Błogosławieństw. Pomnik ufundowali mieszkańcy wsi Murzynowo skąd pochodziła rodzina Stanisława Murzynowskiego. Autorem projektu oraz jego wykonawcą był prof. Karol Badyna z Pracowni Rzeźby w Krakowie.

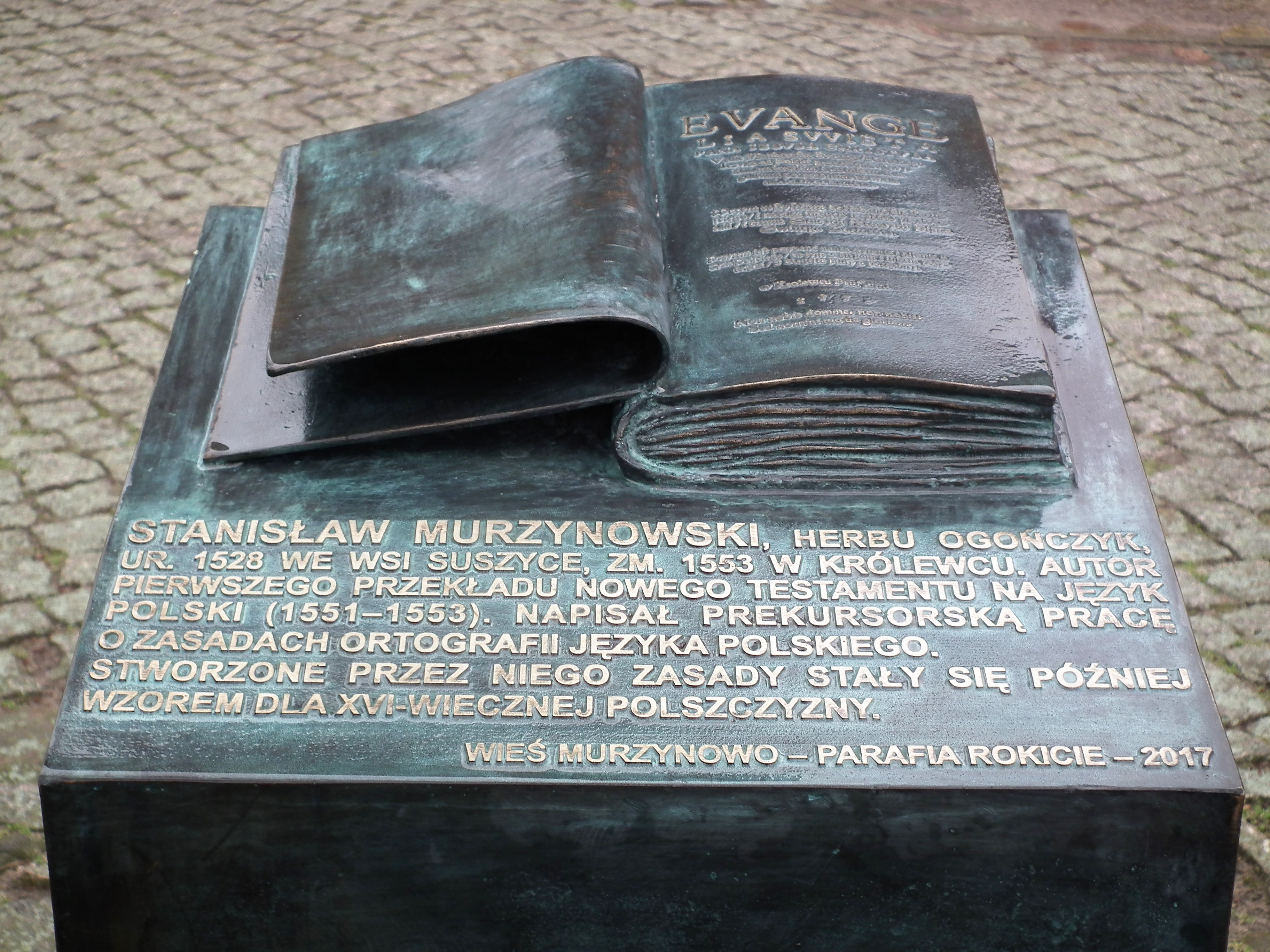
Pomnik pierwszego tłumaczenia Nowego Testamentu Murzynowskiego.